# 相伍工業
相伍工業株式会社（あいごこうぎょう）は、かつて新潟県三条市に本社を置いていた、AIGOブランドの作業工具を開発・製造・販売する日本のメーカー。2011年（平成23年）5月13日に破産した。

## 概要
主な製品は金属製品、アルミ製品など。モンキーレンチ、ロッキングプライヤ、コンビネーションレンチ、スパナ、めがねレンチなどの工具を製造していた。
特筆すべきオリジナル商品として、1983年にモンキーレンチにラチェット機構を付けたラチェット式モンキーレンチ、商品名「オートレンチ」を開発している。また板金溶接等特殊作業用ロッキングプライヤは25種類のタイプがあった。
2011年（平成23年）5月13日に破産。
- 官報 平成23年（フ）第36号 
  - 債務者：相伍工業株式会社代表者 代表取締役 相田謙吉

1 決定年月日時：平成23年5月13日 午後5時
2 主文債務者について破産手続を開始する。
3 破産管財人弁護士：野義雄
4 破産債権の届出期間：平成23年6月10日まで
5 財産状況報告集会・一般調査・廃止意見聴取・計算報告の期日：平成23年7月7日午後4時 新潟地方裁判所三条支部

## 沿革
- 1928年（昭和3年） - 相田五三郎が相田鉄工所を創業、鍛造農具等を製造。
- 1945年（昭和20年） - 相伍農機製作所を設立、鍛造農機具を製造。
- 1950年（昭和25年） - 株式会社に組織変更。
- 1958年（昭和33年） - 作業工具の製造を開始。
- 1958年（昭和33年） - 相伍工業株式会社に社名変更。
- 1966年（昭和41年） - 丸型スパナ普通級のJIS表示許可。
- 1967年（昭和42年） - 丸型スパナ強力級、やり型スパナのJIS表示許可。
- 1973年（昭和48年） - めがねレンチ15°形、45°形のJIS表示許可。
- 1974年（昭和49年） - モンキーレンチ強力級のJIS表示許可。
- 1977年（昭和52年） - 現本社工場が竣工し、本社工場を全面移転 。
- 1982年（昭和57年） - 国際特許「オートレンチ」を開発し製造開始。
- 2011年（平成23年）5月13日 - 破産[1]。

## 産業財産権
2011年（平成23年）6月14日現在
- 特許権
  - 特許4555626「フック」、特許4202846「切断装置」
- 実用新案権
- 意匠権
- 商標権 (Trademarks) 
  - 国内登録 - 第660588号・第2473057号